# Conferință la nivel înalt
Conferință la nivel înalt este un film românesc din 1994 regizat de Radu Gabrea. Rolurile principale au fost interpretate de actorii Dana Dogaru, Victoria Cociaș, Alexandru Jitea.

## Distribuție
Distribuția filmului este alcătuită din:
- Alexandru Jitea — soldatul SS
- Victoria Cociaș — Claretta Petacci
- Dana Dogaru — Eva Braun